# Symfonie nr. 1 (Weinberg)
Mieczysław Weinberg voltooide zijn Symfonie nr. 1 in 1942. Het was de eerste in een serie van eenentwintig voltooide symfonieën. 
Weinberg was van oorsprong een Poolse Jood. De symfonie werd echter geschreven in Tasjkent in Oezbekistan. Als Poolse Jood moest hij in de jaren voorafgaand aan deze symfonie steeds verkassen. Hij werd geboren in Warschau, maar moest op de vlucht voor nazi-Duitsland. Hij kwam in Minsk, Wit-Rusland, terecht, maar de Duitse opmars was toen nog niet te stuiten. Hij vertrok naar Tasjkent achter de Oeral.
Alhoewel Weinberg nooit les heeft gehad van Dmitri Sjostakovitsj, vertoont het werk van beide componisten toch overeenkomsten. Weinberg en Sjostakovitsj hebben een gezamenlijke muzikale voorvader in Nikolaj Rimski-Korsakov. Weinberg had via zijn Wit-Russische leraar Vasili Zolotaryov met hem te maken, Sjostakovitsj kreeg zelf les van Rimski-Korsakov. Weinberg had voorts Sjostakovitsj muzikaal gevolgd. Zo kwam het dat Weinbergs Eerste symfonie toch sporen bevat van het werk van Sjostakovitsj, met name diens Zesde symfonie. Bovendien vroeg Weinberg Sjostakovitsj’ goedkeuring voor zijn eerste symfonie, die hij dan ook kreeg. Sjostakovitsj was dan ook degene die Weinberg weer naar Moskou haalde, toen het Rode Leger op stoom was gekomen en de situatie rond Moskou weer veiliger werd. Weinberg droeg dit werk dan ook op aan dat leger. Die veiligheid was dan wel voor even, want onder Jozef Stalins schrikbewind kreeg Weinberg weer te maken met vervolging vanwege zijn religieuze afkomst. Hij zou echter nooit opgepakt worden.
De symfonie is opgebouwd in de klassieke vierdelige opzet:
- allegro moderato – doppio piu lento – larghetto – doppio movimento – larghetto – tempo I
- lento
- vivace – allegretto grazioso – tempo I
- Allegro con fuoco

Nr. 1 · Nr. 2 · Nr. 3 · Nr. 4 · Nr. 5 · Nr. 6 · Nr. 7 · Nr. 8 · Nr. 9 · Nr. 10 · Nr. 11 · Nr. 12 · Nr. 13 · Nr. 14 · Nr. 15 · Nr. 16 · Nr. 17 · Nr. 18 · Nr. 19 · Nr. 20 · Nr. 21 · Nr. 22